# Josef Winkler (spisovatel)

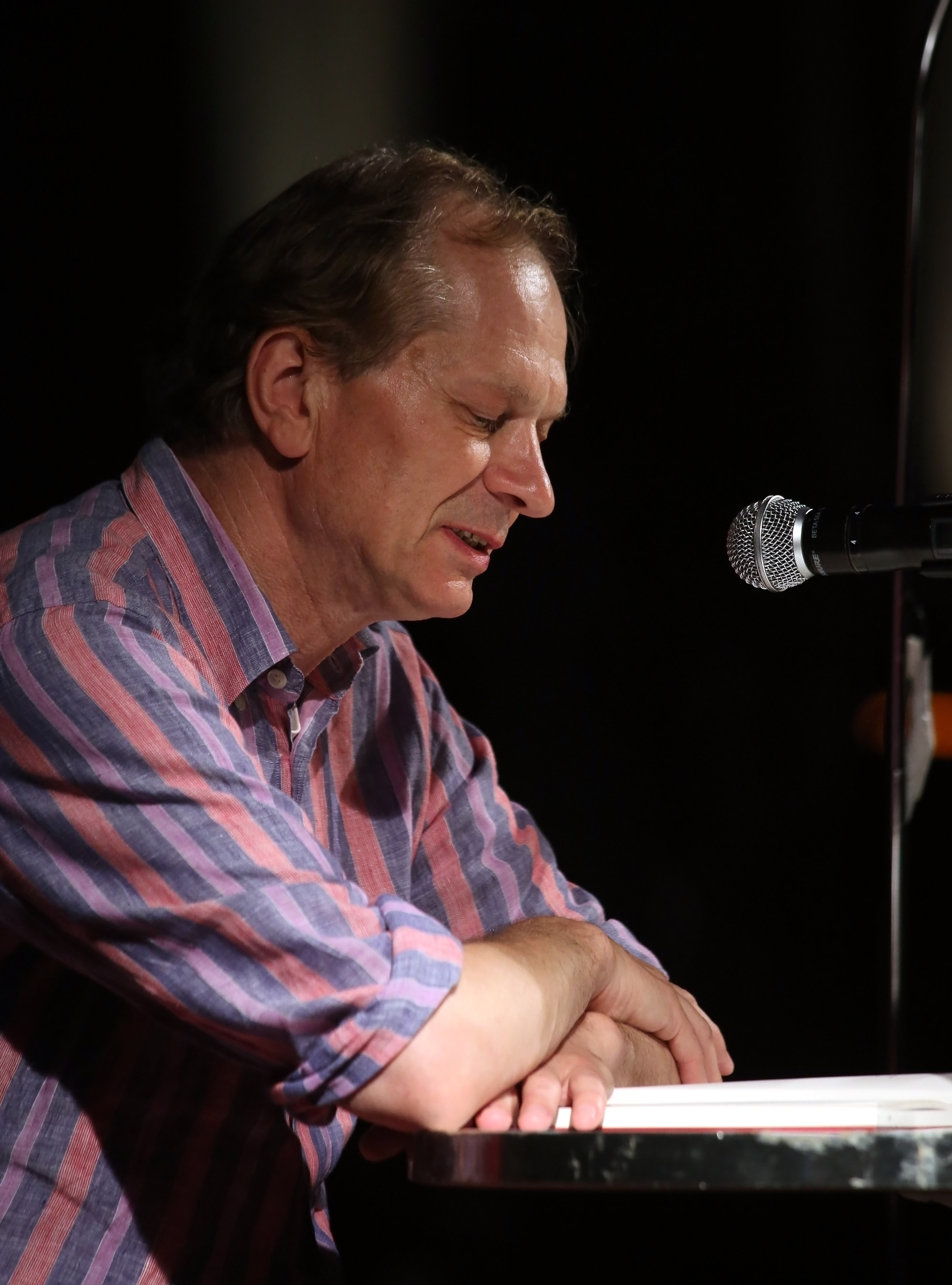
Winkler během autorského čtení, Vídeň 2013

Josef Winkler (* 3. března 1953, Kamering, Korutany) je rakouský spisovatel – romanopisec a prozaik.

## Biografie
Narodil se v korutanském Kameringu ležícím blízko Paternionu. V této spolkové zemi vyrůstal a navštěvoval školu ve Villachu. Byl zaměstnán ve správním úseku univerzity v Klagenfurtu. Spisovatelem bez pracovního úvazku se stal v roce 1982.
Jeho díla vycházejí z římskokatolického venkova, dominantním tématem je homosexualita a také fascinace smrtí. Úmrtí devadesátidevítiletého otce jej zastihlo v japonském hlavním městě Tokiu. Toto téma zpracoval v knize nazvané podle tokijského okrsku Roppongi: Requiem für einen Vater (2008).
Spisovatel je ženatý, má dceru a syna. S rodinou žije v Klagenfurtu.

## Dílo

### Původní vydání v němčině
- Menschenkind, Suhrkamp, 1979
- Der Ackermann aus Kärnten, Suhrkamp, 1980
- Muttersprache, Suhrkamp, 1982
- Die Verschleppung, Suhrkamp, 1983
- Der Leibeigene, Suhrkamp, 1987
- Friedhof der bitteren Orangen, Suhrkamp, 1990
- Das Zöglingsheft des Jean Genet, Suhrkamp, 1992
- Das wilde Kärnten (= Menschenkind, Der Ackermann aus Kärnten, Muttersprache), Suhrkamp, 1995
- Domra, Suhrkamp, 1996
- Wenn es soweit ist, Suhrkamp, 1998
- Natura Morta. Römische Novelle, Suhrkamp, 2001
- Leichnam, seine Familie belauernd, Suhrkamp, 2003
- Roppongi. Requiem für einen Vater, Suhrkamp, 2007
- Ich reiß mir eine Wimper aus und stech dich damit tot, Suhrkamp, 2008
- Mutter und Bleistift, Suhrkamp Verlag, 2013
- Winnetou, Abel und ich, Suhrkamp, 2014
- Abschied von Vater und Mutter, Suhrkamp, 2015

### Česká vydání
- Až nastane čas, přel. Magdalena Štulcová, Archa, 2010, ISBN 80-904514-3-8
- Roppongi. Rekviem za otce. přel. Magdalena Štulcová, Archa, 2011, ISBN 80-904514-8-9
- Natura morta (římská novela), přel. Milan Tvrdík, Archa, 2011, ISBN 80-87545-00-1
- Domra: na břehu Gangy (román), přel. Marie Frolíková, Archa, 2012, ISBN 978-80-87545-02-7
- Mrtvola slídící ve vlastní rodině, přel. Magdalena Štulcová, Archa, 2012, ISBN 978-80-87545-07-2
- Sdělovat skutečnost, jako by nebyla aneb Zuřivé výbuchy andělů, přel. Magdalena Štulcová, Archa, 2013, ISBN 978-80-87545-16-4
- Syn člověka, přel. Ondřej Buddeus, Archa, 2013, ISBN 978-80-87545-12-6
- Matka a tužka, přel. Magdalena Štulcová, Archa, 2017
- Táhni k čertu, otče, přel. Magdalena Štulcová, Archa, 2020
- Knížka chovance Jeana Geneta, přel. Radovan Charvát, 2020

## Ocenění
- 1979 – Cena poroty při Ceně Ingeborg Bachmannové
- 1980 – Cena Antona Wildganse
- 1990 – Kranichsteinská literární cena (Kranichsteiner Literaturpreis)
- 1994/1995 – Čestný spisovatel města Bergenu (Stadtschreiber von Bergen)
- 1995 – Cena Bettiny von Arnim
- 1996 – Berlínská literární cena
- 1996 – Cena manuskripte spolkové země Štýrsko
- 2000 – Cena Andrého Gidea (André-Gide-Preis)
- 2001 – Cena Alfreda Döblina
- 2001 – Cena Otty Stoessla (Otto-Stoessl-Preis)
- 2005 – Cena Franze Nabla
- 2007 – Velká rakouská státní cena
- 2008 – Cena Georga Büchnera
- 2009 – Čestný doktorát Univerzity Klagenfurt